# Torrebesses
Torrebesses è un comune spagnolo situato nella comunità autonoma della Catalogna.